# Cholécalciférol
Le cholécalciférol est une forme de vitamine D, également appelée vitamine D3. Son nom systématique est « (3β,5Z,7E)-9,10-sécocholesta-5,7,10(19)-triène-3-ol ». La vitamine D3 est un sécostéroïde plutôt parent de la testostérone, du cholestérol et du cortisol.
La vitamine D possède une double origine : elle est apportée par l'alimentation et synthétisée par l'organisme au niveau de la peau sous l'action des rayons UVB du Soleil.
Les sujets s'exposant très peu au Soleil peuvent présenter des carences plus ou moins importantes en vitamine D. Les personnes à peau claire synthétisent la vitamine D plus vite que celles à peau foncée, et ont donc besoin d'une durée d'exposition moins longue pour transformer les précurseurs de la vitamine D produits par le foie en vitamine D. La quantité de vitamine D que la peau peut produire est limitée ; une exposition prolongée à la lumière solaire (plus de 30 minutes pour une personne à peau claire, jusqu'à trois heures pour les personnes à peau sombre) n'augmente pas la quantité de cholécalciférol produite par l'organisme. Pour une personne à peau claire, une exposition de 10 à 15 minutes quelques fois par semaine suffit à couvrir les besoins en vitamine D. La vitamine D fabriquée par la peau est mise en réserve au niveau du foie, du muscle et du tissu gras et utilisée à la demande au cours des périodes hivernales.
Deux formes de vitamine D existent : la vitamine D2 ou ergocalciférol produite par les végétaux et la vitamine D3 ou cholécalciférol produite par les animaux, ainsi que par certains lichens. Chez l'homme, ces deux formes sont converties en calcitriol (communément appelé vitamine D), leur principal métabolite actif.
La fonction essentielle de la vitamine D est d'augmenter la capacité d'absorption de l'intestin pour le calcium et le phosphore ce qui permet :
1. d'assurer une minéralisation optimale des tissus minéralisés, notamment os, cartilage et dents ;
2. de contribuer au maintien des concentrations plasmatiques du calcium et du phosphore.

Les signes cliniques de carence en vitamine D sont : l'ostéomalacie et le rachitisme au niveau osseux, la baisse de tonus musculaire, les crises de tétanie et les convulsions (en relation avec une hypocalcémie) et parfois l'anémie. Chez les personnes âgées, la carence en vitamine D constitue  un terrain favorable à la perte osseuse (donc à l'ostéoporose), et à la dépression (comme l'a confirmé une étude néerlandaise évoquée dans Archives of General Psychiatry (mai 2008)).
Plusieurs tranches d'âge constituent des populations à risque de carence en vitamine D : ce sont les nouveau-nés, les nourrissons, les femmes enceintes et les personnes âgées, particulièrement celles placées en institution, qui s'exposent peu au Soleil et/ou ont des besoins accrus. D'autres facteurs peuvent aggraver ces risques de carence, la forte pigmentation cutanée, les régimes alimentaires non suffisamment variés, les pathologies induisant une malabsorption intestinale.
Les apports nutritionnels conseillés en vitamine D ont été définis en considérant que la production endogène couvre 50 à 70 % des besoins quotidiens en cette vitamine.
Un nombre limité d'aliments contient des quantités significatives de vitamine D. En effet, ces teneurs sont étroitement liées à la présence de matières grasses dans les aliments. Les meilleures sources de vitamine D sont les poissons de mer gras, quel que soit leur mode de préparation et de conservation (cuisson à l'eau, fumage, appertisation, grillade) : harengs, saumons, sardines, maquereaux par exemple. Le jaune d’œuf, les produits laitiers, et certains champignons (avec de grandes différences selon les variétés) comme le shitaké, sont aussi des sources de vitamine D. De faibles quantités de vitamine D sont également apportées par les viandes, les abats et les pâtés. Les poissons maigres (raie, sole, colin…) en sont dépourvus.
Certains lichens produisent également du cholécalciférol (vitamine D3), et sont utilisés pour produire des compléments alimentaires végétaux en cette vitamine.
Le cholécalciférol fait partie de la liste des médicaments essentiels de l'Organisation mondiale de la santé (liste mise à jour en avril 2013).
En janvier 2022, la sénatrice Dominique Estrosi Sassone interpelle le ministre des solidarités et de la santé « sur le projet d'arrêté fixant la liste des substances présentant des propriétés de perturbation endocrinienne » et sur l'inclusion du cholécalciférol ; l'article 13 de la loi n° 2020-105, du 10 février 2020, et le décret 2021-1110 prévoyant « la mise à disposition d'informations aux consommateurs permettant d'identifier les perturbateurs endocriniens dans les compléments alimentaires ». 